# Эванти, Лиллиан
Лиллиан Эванти (англ. Lillian Evanti; 12 августа 1890 — 6 декабря 1967) — американская оперная певица.

## Биография
Родилась в Вашингтоне, в Округе Колумбия. Обучалась в Armstrong Manual Training School, где директором был её отец Брюс Эванс. Окончала Говардский университет со степенью бакалавра в области музыки и в дальнейшем обучалась во Франции и Италии. Певческим голосом Лиллиан был сопрано. В 1926 году выступила вместе с Мариан Андерсон в театре «Беласко». В 1927 году в Ницце, во Франции состоялся дебют певицы в опере Лео Делиба «Лакме»
В качестве оперной певицы и концертного исполнителя она регулярно гастролировала по всей Европе и Южной Америке. С 1932 по 1935 годы давала концерты по США и получила признание за «тональную красоту своего голоса». В частности она выступила частным концертом в Белом доме для Элеаноры Рузвельт и её друзей.
В 1943 году выступила на барже Уотергейтского театра на реке Потомак. В 1944 году выступила на «Таун-Холл», в Нью-Йорке. Получила признание, исполнив роль Виолетты в оперетте Джузеппе Верди «Травиата» в рамках Национальной негритянской оперной труппы в 1945 году.
В 1963 году вместе со своей подругой Алмой Томас приняла участие в акции протеста «Марш на Вашингтон».

## Личная жизнь
Вышла замуж за Роя Тиббса, бывшего дирижёра «Общества Колридж-Тейлор», вашингтонского афро-американского хора, основанного в честь композитора Сэмюила Колриджа-Тейлора . Они жили в окрестностях района Шоу, на Северо-Западе Вашингтона, в доме, который сейчас известен как «Эванс-Тиббс Хаус». У них был общий сын, Терлоу Тиббс-младший.